# Torre Ader

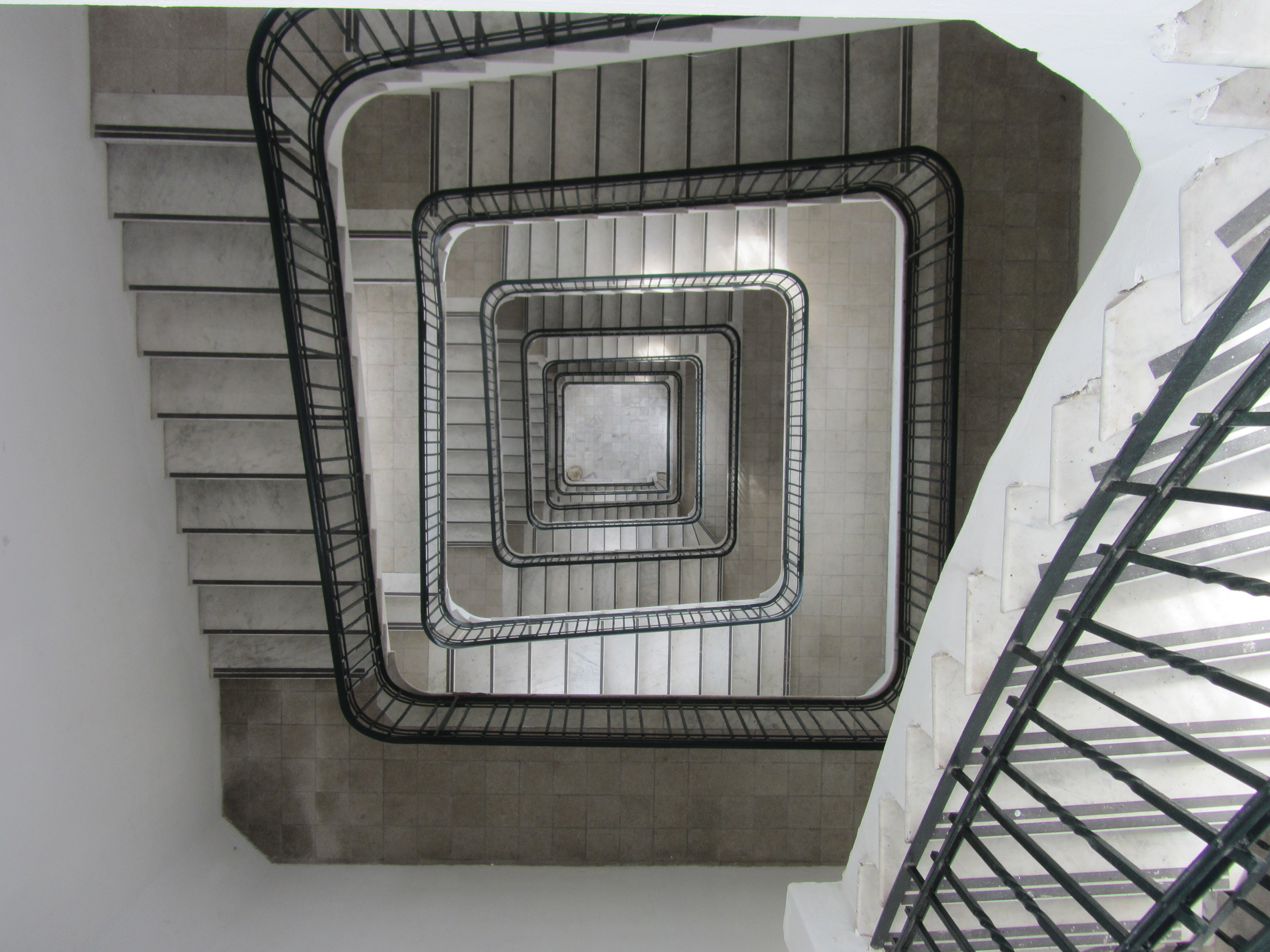
Escalera interior de la Torre Ader.

La Torre Ader, que oficialmente se denomina Torre de la Independencia, es una torre mirador, de estilo florentino del siglo XVIII. Tiene 42,30 m de altura y 217 escalones hasta el mirador. Su lema, inscrito en su frontispicio, es Mon Droit et Dieu (Mi Derecho y Dios). Se trata de un monumento histórico municipal del partido de Vicente López, de estilo similar a la Torre Monumental de la ciudad de Buenos Aires (Argentina). 
Esta torre, ubicada sobre las calles Triunvirato y Castelli, en el barrio de Villa Adelina, es símbolo emblemático tanto de la localidad como del Partido.

## Historia
La construcción de la torre, fue encomendada en 1916 por Bernardo Ader, propietario  de la chacra dentro de la cual se erigió. Según se afirma, Ader, inmigrante vasco francés, habría construido la torre en honor a sus hijos fallecidos y como agradecimiento a la Argentina, en el centenario de su independencia, por haberlo acogido. El proyecto fue de los arquitectos Artaza y Marino y la construyó la empresa Steffanetti e hijos. Según documentación aportada por la familia, la torre habría sido inaugurada el 1 de abril de 1917, y no el 9 de julio de 1917 como se creía anteriormente.
A lo largo del tiempo, se suscitaron varios conflictos entre los barrios vecinos por la posesión de la torre. En 1980, se sancionó una ordenanza por la cual la fracción del territorio de Villa Adelina ubicada en el partido de Vicente López pasó formar parte de Carapachay. En una ordenanza posterior n.º 7595, sancionada en 1991, estos terrenos volvieron a ser parte de Villa Adelina. Carapachay continuó disputando a Villa Adelina jurisdicción sobre 48 manzanas, que incluyen la Torre Ader.
Durante mucho tiempo, la torre sirvió como referencia a los viajeros del Ferrocarril Central Córdoba. Quienes hacían el trayecto entre Villa Adelina y Retiro, tenían dos referencias visuales, la Torre Ader y la Torre Monumental.
En la torre tiene su sede el Instituto de Investigaciones Históricas de Vicente López. también cuenta con una biblioteca con un amplio archivo principalmente sobre la historia del partido de Vicente López que puede ser consultado por el público, libros de autores vicentelopenses y con la única hemeroteca pública del partido especializada en diarios y revistas zonales. La torre está abierta a recibir visitas, las cuales pueden contemplar desde lo alto todo Vicente López y gran parte de la zona norte del Gran Buenos Aires.

## Portón de la quinta de Bernardo Ader

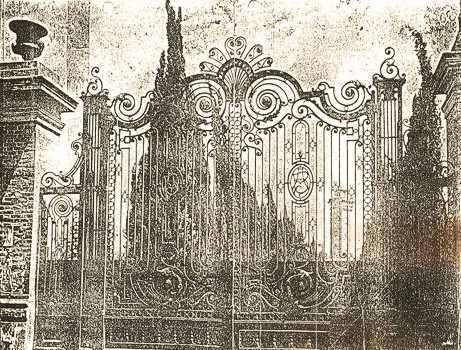
Portón de la quinta de Bernardo Ader, circa 1930. Detrás, a la derecha, se ve la silueta de la Torre.

La quinta de Ader abarcaba una amplia zona de las actuales localidades de Carapachay y Villa Adelina, y tenía varios portones de acceso. Uno de estos portones, que aún existe, es de fabricación francesa de fines del siglo XIX y fue importado junto con otros elementos que se utilizaron para la construcción del casco de la quinta, y la torre, en los primeros años del siglo XX. Este portón mide 7,20 m de ancho por 5,60 m de alto, con un peso cercano a las 5 toneladas. Es de acero al carbono forjado y remachado a mano, y está compuesto por dos grandes hojas centrales, dos columnas de acero y puertas de acceso a ambos lados. Está decorado con representaciones de hojas y flores, y monogramas con las iniciales del propietario de la quinta, Bernardo Ader .
A comienzos de 2014, el presidente de la Fundación Marambio, Juan Carlos Luján, localizó uno de estos portones en un corralón de antigüedades en el partido de Malvinas Argentinas. La fundación, con la adhesión de otras entidades de la zona como la Junta de Historiadores del Camino del Bajo, la Confederación de Entidades Patrióticas y la Federación de Entidades de Estudios Históricos de la Provincia de Buenos Aires, presentó una nota en febrero de 2014 al Intendente Municipal de Vicente López, solicitando que se gestione la compra de esta importante pieza histórica a fin de recuperarla para el patrimonio de la comuna, y se la instale en la misma Torre de la Independencia.